# جورج إم. جونز
جورج إم. جونز (بالإنجليزية: George M. Jones)‏ هو عسكري أمريكي، ولد في 22 فبراير 1911، وتوفي في 16 ديسمبر 1996.